# Pentafluorfenylové estery

Obecný strukturní vzorec pentafluorfenylového esteru

Tvorba pentafluorfenylového esteru 6-karboxyfluorosceinu

Pentafluorfenylové estery jsou organické sloučeniny s obecným vzorcem RC(O)OC6F5; jde o estery odvozené od pentafluorfenolu (HOC6F5).
Tyto estery jsou užitečné při napojování fluoroforních skupin, jako jsou fluoresceiny a hapteny, na primární aminové skupiny v biomolekulách. Mají také využití při laboratorní syntéze peptidů. Pentaflourfenylové estery vytvářejí peptidové vazby stejně dobře jako sukcinimidylové estery a podobné sloučeniny, na rozdíl od nich jsou však méně náchylné k hydrolýze.